# I Want You (chanson de Bob Dylan)
Pour les articles homonymes, voir I Want You.
Singles de Bob Dylan
Rainy Day Women #12 & 35
(1966) Just Like a Woman
(1966)
Pistes de Blonde on Blonde
One of Us Must Know (Sooner or Later) Stuck Inside of Mobile with the Memphis Blues Again
I Want You est une chanson de Bob Dylan parue en 1966 sur l'album Blonde on Blonde. Elle est également parue en single la même année, avec une version live de Just Like Tom Thumb's Blues en face B. Ce single s'est classé 20e aux États-Unis et 16e au Royaume-Uni.

## Reprises
I Want You a été reprise par Cher sur l'album Chér (1966) et par les Hollies sur l'album Hollies Sing Dylan (1968). Bruce Springsteen l'a également interprétée en concert au début des années 1970, mais aucune version officielle n'en a été tirée. En 1969, Marie Laforêt en enregistre une adaptation française intitulée D'être à vous. Francis Cabrel la reprend également en version française sous le titre Je te veux dans son album hommage à Bob Dylan paru en 2013 Vise le ciel.
Le morceau a également servi d'inspiration pour le groupe français Kaolin pour leur morceau Partons vite sorti en 2006. En 2025, Suzanne Vega, dans le cadre de son album Flying with Angels, sort un single nommé Chambermaid, présenté comme une adaptation de I Want You.